# Voicenotes
Voicenotes là album phòng thu thứ hai của ca sĩ người Mỹ Charlie Puth. Được sản xuất hoàn toàn bởi chính Puth, album được phát hành bởi Artist Partner Group và Atlantic Records vào ngày 11 tháng 5 năm 2018. Năm đĩa đơn đã được phát hành để quảng bá album, bao gồm "Attention" và "How Long". "Attention" đạt đỉnh ở vị trí thứ 5 trên Billboard Hot 100 và "How Long" đạt đỉnh ở vị trí 21.
Album đã nhận được một đề cử cho giải Grammy cho album xuất sắc nhất tại lễ trao giải Grammy thường niên lần thứ 61.

## Đánh giá
Voicenote nhận được đánh giá tích cực từ các nhà phê bình. Tại Metacritic, chỉ định xếp hạng bình thường trong số 100 đánh giá từ các ấn phẩm chính thống, album đã nhận được điểm trung bình 67 dựa trên năm đánh giá, cho biết "đánh giá chung có lợi".

## Danh sách bài hát
| STT              | Nhan đề                                                          | Sáng tác                                                           | Thời lượng |
| ---------------- | ---------------------------------------------------------------- | ------------------------------------------------------------------ | ---------- |
| 1.               | "The Way I Am"                                                   | Puth Jacob Kasher                                                  | 3:06       |
| 2.               | "Attention"                                                      | Puth Kasher                                                        | 3:31       |
| 3.               | "LA Girls" (producers: Puth, Evigan[b])                          | Puth Kasher Jason Evigan Sean Douglas                              | 3:17       |
| 4.               | "How Long"                                                       | Puth Kasher Justin Franks                                          | 3:20       |
| 5.               | "Done for Me" (featuring Kehlani)                                | Puth Kehlani Ashley Parrish Kasher John Ryan                       | 3:00       |
| 6.               | "Patient"                                                        | Puth Kasher Benjamin Johnson Fraser Churchill                      | 3:10       |
| 7.               | "If You Leave Me Now" (featuring Boyz II Men)                    | Puth Tobias Jesso Jr. Robin Wiley                                  | 4:03       |
| 8.               | "Boy"                                                            | Puth Kasher                                                        | 4:23       |
| 9.               | "Slow It Down"                                                   | Puth Kasher Rami Yacoub Carl Falk Daryl Hall John Oates Sara Allen | 3:10       |
| 10.              | "Change" (featuring James Taylor) (producers: Puth, Carlsson[a]) | Puth Johan Carlsson Ross Golan                                     | 3:37       |
| 11.              | "Somebody Told Me" (producers: Puth, Carlsson[a])                | Puth Kasher Carlsson                                               | 3:36       |
| 12.              | "Empty Cups" (producers: Puth, Goransson)                        | Puth Kasher Savan Kotecha Rickard Goransson James Alan Ghaleb      | 2:50       |
| 13.              | "Through It All"                                                 | Puth Kasher Breyan Isaac                                           | 3:26       |
| Tổng thời lượng: | Tổng thời lượng:                                                 | Tổng thời lượng:                                                   | 44:29      |

## Xếp hạng
| Chart (2018)                             | Peak position |
| ---------------------------------------- | ------------- |
| Album Úc (ARIA)                          | 7             |
| Album Áo (Ö3 Austria)                    | 19            |
| Album Bỉ (Ultratop Vlaanderen)           | 19            |
| Album Bỉ (Ultratop Wallonie)             | 9             |
| Album Canada (Billboard)                 | 5             |
| Album Cộng hòa Séc (ČNS IFPI)            | 10            |
| Album Hà Lan (Album Top 100)             | 13            |
| Album Phần Lan (Suomen virallinen lista) | 30            |
| Album Pháp (SNEP)                        | 3             |
| Album Đức (Offizielle Top 100)           | 14            |
| Album Ireland (IRMA)                     | 12            |
| Album Ý (FIMI)                           | 12            |
| Japanese Hot Albums (Billboard Japan)    | 5             |
| Japanese Physical Albums (Oricon)        | 10            |
| Album New Zealand (RMNZ)                 | 6             |
| Album Na Uy (VG-lista)                   | 19            |
| Album Ba Lan (ZPAV)                      | 43            |
| Album Bồ Đào Nha (AFP)                   | 12            |
| Album Scotland (OCC)                     | 4             |
| South Korean Albums (Gaon)               | 27            |
| Album Tây Ban Nha (PROMUSICAE)           | 6             |
| Album Thụy Điển (Sverigetopplistan)      | 18            |
| Album Thụy Sĩ (Schweizer Hitparade)      | 4             |
| Album Anh Quốc (OCC)                     | 4             |
| US Billboard 200                         | 4             |

| Chart (2018)                             | Position |
| ---------------------------------------- | -------- |
| French Albums (SNEP)                     | 184      |
| South Korean International Albums (Gaon) | 9        |
| US Billboard 200                         | 130      |